# エレクトロニック・アレイズ
エレクトロニック・アレイズ（Electronic Arrays, Inc.）は、1960年代から70年代にかけて存在した米国の集積回路（IC）製造会社である。

## 沿革
ジョン・マクマレンらゼネラル・マイクロエレクトロニクスの社員が退社してマクマレン・アソシエイツ社を設立したことに端を発し、1967年にエレクトロニック・アレイズ・インクと改称した。
1970年に発売された四則演算電卓EAS100に採用されたのを皮切り開発した電卓用のチップセットシリーズで知られる。EASシリーズは一時的に成功を収めたが、より高度なプロセスを持つ他のベンダーが市場に参入し、先にシングルチップのシステムを発表した。モステックやテキサス・インスツルメンツのような企業にシェアを奪われ、その後、日立、NEC、東芝などの日本企業が次々と市場に参入してきたのである。
1976年に発売された8ビットNMOSロジックマイクロプロセッサ「Electronic Arrays 9002」で市場の転換を図ったが、生産上の問題に悩まされ、1977年11月に販売を断念した。1978年にNECに売却された。